# Adibas
Adibas (gruz.: ადიბასი, trb. adibasi) – powieść gruzińskiego pisarza Zazy Burczuladze, wydana w 2009 roku. Pierwsza powieść o wojnie rosyjsko-gruzińskiej, która ukazała się w Polsce.

## Fabuła
Akcja powieści toczy się w czasie wojny rosyjsko-gruzińskiej. Pozbawiona jest opisów walk, jednak konflikt zbrojny jest tłem kluczowych wątków. Autor ukazuje obraz Tbilisi w sierpniu 2008 roku, gdzie życie toczy się pozornie zwyczajnie, czasem jedynie bohaterowie dowiadują się o aneksji kolejnych terenów przez wojska rosyjskie. Nowe pokolenie interesują tylko markowe ubrania, seks i używki, a społeczny status wyznacza ilość pozycji na iPodzie. Nowa gruzińska elita, zapatrzona we własną codzienność nie zauważa, że działania wojenne zbliża się do Tbilisi. Wyświetlane w telewizji relacje z przebiegu walk na froncie przerywane są kolorowymi reklamami środków higienicznych i banków.
Tytuł książki Adibas to słowo klucz, zaczerpnięte od popularnej nazwy Adidasa, a oznaczające podróbkę, surogat, sztuczność, która określa wszystko to co próbuje udawać, a czym nie jest. Jest to metafora pełnej fałszu rzeczywistości, nie tylko wychowanej na popkulturze gruzińskiej elity, ale też wielu postsowieckich państw.  Adibasem są nie tylko telenowele latynoamerykańskie, czy ubrania znanych marek, ale też samo Tbilisi, o które autor określa jako fake city (sztuczne miasto).
Polskie wydanie zostało opatrzone tekstem: Książka przeznaczona tylko dla czytelników dorosłych. Szokująca powieść o współczesnej Gruzji, ponieważ książka zawiera śmiałe erotyczne opisy. Ukazanie się powieści w 2009 roku wywołało spory szum w świecie literackim w Gruzji, a autor spotkał się z krytyką za szerzenie pornografii.